# 奈良武衛
奈良 武衛（なら たけえ、1912年10月28日 - 2011年4月13日）は日本の大蔵官僚、税理士。東京国税局調査第二部長、高松国税局長を務める。東京都小金井市東町在住。

## 来歴
山梨県大月市出身。山梨県立都留中学校卒業。1931年4月 都留税務署臨時雇用。1932年4月 大蔵省主税局。1935年3月 日本大学専門部法律科本科卒業。1936年7月 日本橋税務署。1942年10月 大臣官房秘書課。1950年5月 大宮税務署長。1954年7月 淀橋税務署長。1960年7月 東京国税局総務部人事課長。1962年7月 京橋税務署長。1964年7月 東京国税局調査第一部次長。1966年7月　東京国税局協議団本部長。1967年8月 東京国税局調査第二部長。1969年5月8日 高松国税局長。1970年7月4日 退官。同年9月 税理士登録。1974年5月 東洋端子監査役（〜1983年6月）。1982年11月 財団法人矢崎科学技術振興記念財団監事（〜1999年3月）。同年同月 勲四等受章。

## 略歴
- 1931年4月：都留税務署臨時雇用[2]。
- 1932年4月：大蔵省主税局[2]。
- 1936年7月：日本橋税務署[2]。
- 1937年6月：主税局。
- 1942年10月：大臣官房秘書課。
- 1947年4月：東京財務局 兼 主税局。
- 1948年10月：主税局専務。
- 1950年5月：大宮税務署長。
- 1952年3月：関東信越国税局直税部所得税課長。
- 1954年7月：淀橋税務署長。
- 1956年7月：東京国税局直税部資産税課長。
- 1958年6月：東京国税局直税部所得税課長。
- 1960年7月：東京国税局総務部人事課長。
- 1962年7月：京橋税務署長。
- 1964年7月：東京国税局調査第一部次長。
- 1966年7月：東京国税局協議団本部長。
- 1967年8月：東京国税局調査第二部長。
- 1969年5月8日：高松国税局長。
- 1970年7月4日：退官。